# Dorothea Agetle
Dorothea Agetle (* 6. April 1950 in Schluderns) ist eine italienische paralympische Ski-Langläuferin. Sie ist die erste Frau, die eine Medaille für Italien in den Winter-Paralympics gewonnen hat. Sie gewann zweimal Silber und viermal Bronze.

## Karriere
Bei den Winter-Paralympics 1988 in Innsbruck nahm sie an den Wettbewerben im Langstreckenrennen der Frauen über 5 Kilometer in der Klasse II und im Kurzstreckenrennen der Frauen über 2,5 Kilometer in der Klasse II teil.
Bei den Winter-Paralympics 1992 in Albertville gewann sie Bronze im Langstreckenrennen der Frauen über 5 Kilometer in der Klasse LW10-11  sowie im Kurzstreckenrennen der Frauen über 2,5 Kilometer in der Klasse LW10-11.
Bei den Winter-Paralympics 1998 in Nagano gewann sie eine Silbermedaille im Sitski-Langlauf der Frauen über 10 Kilometer in der Klasse LW10-12. Sie nahm zudem am Sitski-Langlauf der Frauen über 5 Kilometer in der Klasse LW10-12 und am Sitski-Langlauf der Frauen über 2,5 Kilometer in der Klasse LW10-12 teil.
Bei den Winter-Paralympics 2002 in Salt Lake City nahm sie an den Wettbewerben im Sitski-Langlauf der Frauen über 7,5 Kilometer, 5 Kilometer, 2,5 Kilometer und 10 Kilometer teil.

## Ehrungen
1992 wurde Dorothea Agetle das Sportehrenabzeichen des Landes Südtirol verliehen.